# Querela dos Antigos e Modernos

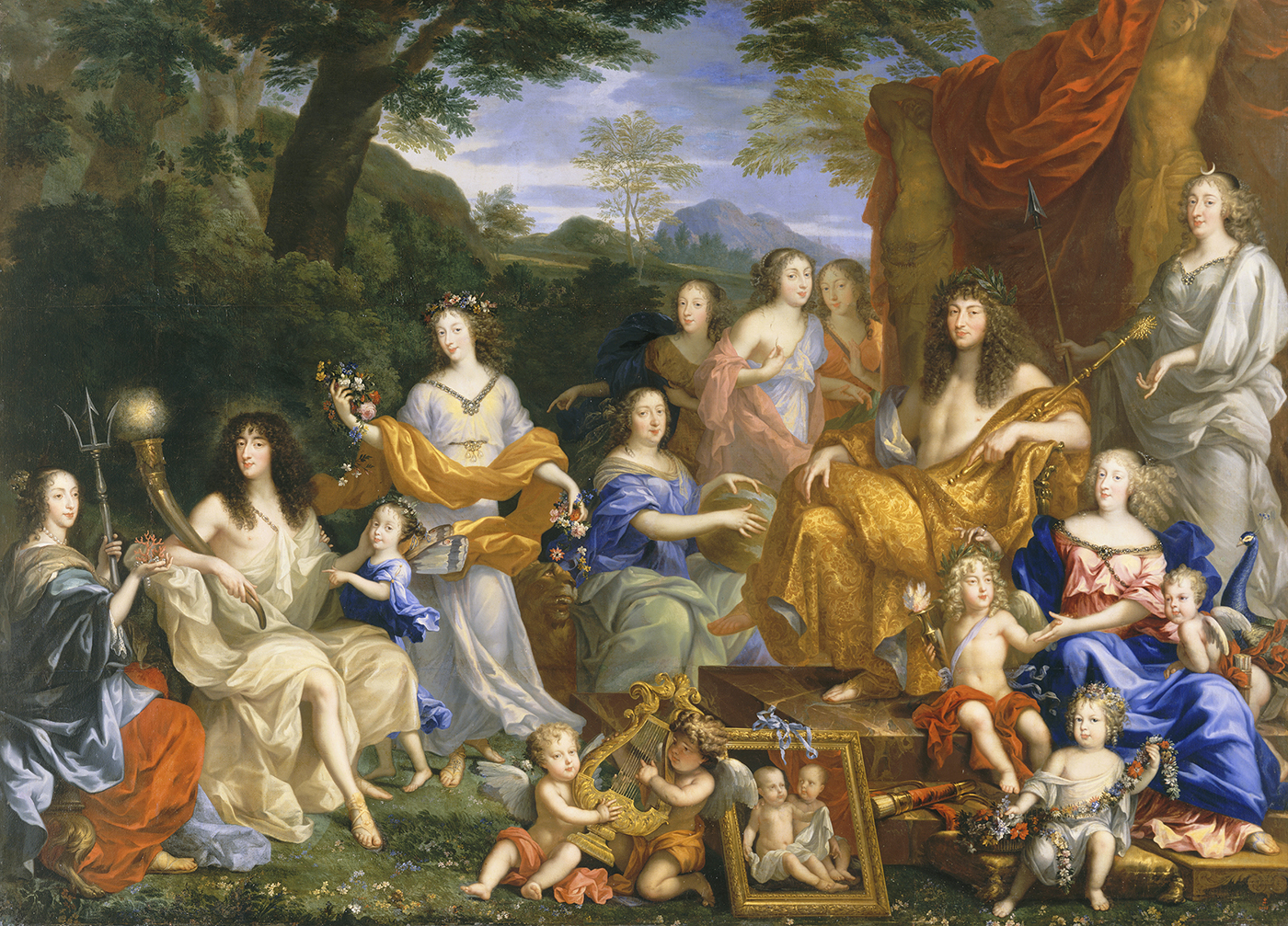
Retrato Mitológico da Família de Luís XIV, de Jean Nocret. Pintura alegórica em que os familiares do monarca são representados como deuses ou heróis da mitologia greco-romana, mostra a importância dos padrões estéticos e do gosto clássico na França do Rei Sol.

A Querela dos Antigos e Modernos foi uma polêmica intelectual nascida na Academia francesa, e que agitou o mundo literário e artístico do final do século XVII ao início do século XVIII. Tratava da superioridade ou não dos autores da Antiguidade Clássica perante o pensamento moderno. 
A querela teve sua origem na década de 1680, quando Charles Perrault, em seu poema "O século de Luís, o Grande", afirmou que artistas e cientistas contemporâneos superavam em excelência os modelos então venerados da Antiguidade greco-romana. De um lado, os antigos defendiam a ideia de autoridade e, do outro, os modernos abordavam o progresso e as rupturas trazidas pela modernidade. A renovação do interesse na Antiguidade, no Classicismo, reflete-se em uma reavaliação crítica das realizações da Antiguidade, que acaba submetendo as próprias escrituras ao exame dos Modernos. A abordagem de Perrault provocou a indignação de Nicolas Boileau, que defendia os valores clássicos em sua obra "Arte Poética". O embate ganhou proporções maiores com o passar dos anos, envolvendo uma série de publicações e debates tanto na França quanto na Inglaterra, com defensores de ambas as partes argumentando sobre a prioridade do conhecimento antigo versus o progresso da modernidade. Na Inglaterra, o debate se expandiu com William Temple e outros defendendo os antigos, enquanto autores como Jonathan Swift satirizavam a querela em suas obras. Em um terceiro período, novamente na França, o conflito evoluiu para a querela de Homero, centrada na prática de tradução e na disputa entre Anne Dacier e Houdar de La Motte sobre a fidelidade ao texto original. O embate continuou até uma reconciliação simbólica em 1716, marcando um importante capítulo na história intelectual e literária do período.
A Querela dos Antigos e Modernos, durante os séculos XVII e XVIII na França, foi fundamentada em dois eixos principais: a importância da imitação para os Antigos e a valorização do tempo contemporâneo para os Modernos. Para os Antigos, que valorizavam a imitação como princípio artístico, a arte deveria seguir as regras estabelecidas pela antiguidade greco-romana, conforme delineadas por Aristóteles em sua obra Poética. Essas regras enfatizavam a imitação da natureza e a verossimilhança, buscando replicar a realidade de maneira fiel. Personagens, situações e mitos antigos serviam como modelos para a produção artística, sendo considerados cumpridores excelentes das regras de imitação. Por outro lado, os Modernos viam seu próprio tempo como inédito e autêntico, superior em qualidade devido ao acumulado de conhecimento e sabedoria. Eles se consideravam capazes de construir conhecimento tanto quanto seus predecessores, mas com a vantagem de terem acesso a um acervo maior de informações devido à passagem do tempo. Essa visão temporal implicava uma concepção de progresso da humanidade e abria espaço para a ideia de um futuro diferente e aperfeiçoado 
A disputa no primeiro período da Querela dos Antigos e Moderno em que Charles Perrault e Nicolas Boileau foram os principais personagens só cessa em 30 de agosto de 1694, quando Antoine Arnauld intervém para conciliar ambas as partes, quando os dois se reconciliam em público, perante a Academia Francesa. A reação do público da época sugere que Perrault e seu partido conquistaram a vitória nesta controvérsia. Já a querela entre Anna Dacier e La Motte, em que intervêm os autores tão diferentes como Fénelon, o abade Terrasson e Jean Boivin, termina em 1716, com uma reconciliação pessoal dos atores principais. Ela entrou na história da literatura sob o nome de Disputa de Homero. Mesmo com o esgotamento do conflito, as repercussões desta "Segunda Querela dos Antigos e Modernos" persistem durante o Iluminismo para continuar até a disputa suscitada pelo Romantismo.

## Definição
A Querela dos Antigos e Modernos é classicamente definida como o embate entre dois grupos: o dos antigos e o dos modernos.
O grupo dos antigos, liderado por Nicolas Boileau, sustentava uma concepção de criação literária baseada na imitação dos autores da Antiguidade. De acordo com essa concepção, é o julgamento do público e da posteridade que faz as obras-primas, não a opinião tendenciosa de uma elite de estudiosos; o valor dos grandes autores da Grécia e de Roma é confirmado por vinte séculos de admiração universal. Embora reconhecendo os méritos dos contemporâneos — Boileau previu que importa também reconhecer a dimensão cumulativa da cultura e homenagear os nossos antecessores. Esta tese se fundamenta na ideia de que a antiguidade grega e romana representavam a perfeição artística, completa e insuperável. Assim, Racine trata nas suas tragédias (Fedra, por exemplo) sobre temas já abordados pelos tragediógrafos gregos. A literatura deveria respeitar as regras do drama clássico desenvolvidas pelos poetas do período clássico e na Poética de Aristóteles. A metáfora dos anões sobre os ombros dos gigantes ilustra esse princípio: estudando as obras dos grandes homens do passado, é possível superá-los.
O grupo dos modernos, representado por Charles Perrault, que defendia o mérito dos autores do século de Luís XIV, afirmava que os autores da Antiguidade eram superáveis e que a criação literária consistia na inovação. Eles argumentavam, em consequência, por uma literatura adaptada para a era moderna e as novas formas artísticas.
Este debate literário e filosófico, dentro da história intelectual, é comumente visto como anunciando o Iluminismo e a Modernidade através da vitória do grupo dos modernos. Marc Fumaroli propõe que os antigos "admitem o que há de vivo, desconcertante, comovente na representação da vida humana pelos poetas antigos, enquanto os Modernos são a favor de convenções morais e estéticas uniformes e confortáveis". Segundo ele, também existe uma questão política em torno da querela. Boileau está perto de Port-Royal e, ao defender os autores antigos, também está defendendo a liberdade na República das Letras. Por outro lado, Perrault celebra abertamente a grandeza de Luís XIV.

## Debate historiográfico
A primeira obra historiográfica a analisar a querela dos antigos e modernos foi o livro de Augustin Simon Irailh Querelles littéraires (1761). Neste livro, a querela é vista como uma disputa com dois lados muito bem delimitados, que agrupa diferentes controvérsias literárias e com desdobramentos marcantes para a história do pensamento francês. Dando continuidade a essa linha interpretativa, Hippolyte Rigault deu um tom teleológico à querela ao acrescentar a noção de que ela sinalizaria a modernidade epistemológica como resultado do rompimento da tradição intelectual greco-romana.
Na passagem do século XIX para o XX, Gustave Lanson deu um tom mais sociológico à querela. Se a interpretação de Irailh tendia a salientar a centralidade de autores individuais dentro da querela, Lanson enfatizou a interação entre o grupo dos modernos e o grupo dos antigos. Na primeira metade do século XX, a recepção da querela é marcada pelo clássico de Paul Hazard A crise da consciência europeia (1935), onde o grupo dos modernos representa a modernidade por excelência. A querela seria um sintoma do avanço do pirronismo histórico em que a dúvida cartesiana impulsionava os letrados a duvidarem da tradição greco-latina. Em Ancients and Moderns reconsidered (1981), Joseph M. Levine contribuiu no debate ao colocar a existência de uma contraparte inglesa da querela e mostrar através o diálogo entre eles e os franceses. Levine argumenta que o início da querela estava ligado ao debate humanista, visível nos argumentos eruditos de ambos os lados, e reforça a necessidade de dissociação entre os modernos e a modernidade a fim de compreender a historicidade do debate literário.
A partir da década de 1970, os trabalhos de Marc Fumaroli atribuem aos antigos a antecipação da crítica à “obsessão de si” relacionada ao tempo presente.  Em La querelle des Anciens et des Modernes, Fumaroli propõe que para entender a querela era necessário recuar no tempo e observar para as primeiras manifestações que configurariam o partido moderno. Para ele, autores como Pierre de la Ramée e Jean Bodin teriam advogado pela superioridade dos tempos modernos, o que acabou sendo cristalizado por Montaigne em seus Ensaios (1533-1592). Em Antigos contra modernos (1997) Joan DeJean identifica nos modernos uma tendência ao abandono dos critérios clássicos da composição artística, que anteciparia o historicismo no entendimento da especificidade e contingência dos períodos históricos. Além disso, DeJean também traça um paralelo entre a querela e as guerras culturais estadunidenses de fim do século XX.
Em The shock of the ancient (2011), Larry F. Norman aponta que Fumaroli e DeJean representam duas perspectivas distintas sobre a querela. De um lado, Fumaroli demonstra simpatia pelos antigos devido à sua oposição às ambições totalizadoras do racionalismo do século XVII e à "auto-obsessão hermética da modernidade". Por outro lado, De Jean acaba  negligenciando o conteúdo, os fundamentos e a mobilização das questões específicas do contexto do século XVII ao trazê-las para o debate contemporâneo. Em ambos os casos, segundo Norman, as posições dos antigos e modernos se tornam tão claramente definidas que se tornam ideológicas, permitindo que o debate seja transferido para qualquer contexto em que conceitos tradicionais sejam confrontados diretamente. A proposta de Norman é que as obras produzidas pelos letrados envolvidos nos dois lados da querela devem ser lidas como pertencendo ao contexto do classicismo francês.

## Antecedentes

### Antigos como gigantes e modernos como anões na Idade Média
Segundo Samuel Mateus, o sentido do tempo moderno e da modernidade como entendido na contemporaneidade, um momento de surgimento de novidades, abruptamente separado do passado, foi se constituindo através da formulação de vários lugares-comuns ao longo da história. Eram lugares-comuns nos discursos elaborados desde a Antiguidade sobre o tempo moderno a criação ou apropriação de termos e expressões que designassem um novo tempo, por exemplo, como momento presente (no latim nostra aetas), ou presente cristão (usado durante a Idade Média para opor aquele período a um tempo antigo pagão). Ou ainda, mais importante, o surgimento do próprio vocábulo moderno ainda na antiguidade (do latim modernus, século V d.C) que significaria a própria atualidade de então. A intenção com o uso de cada um desses modos de pensar a passagem do tempo era separar cada vez mais rigidamente o passado e o tempo presente tido como apropriado, pertencente aos sujeitos que o experimentavam.

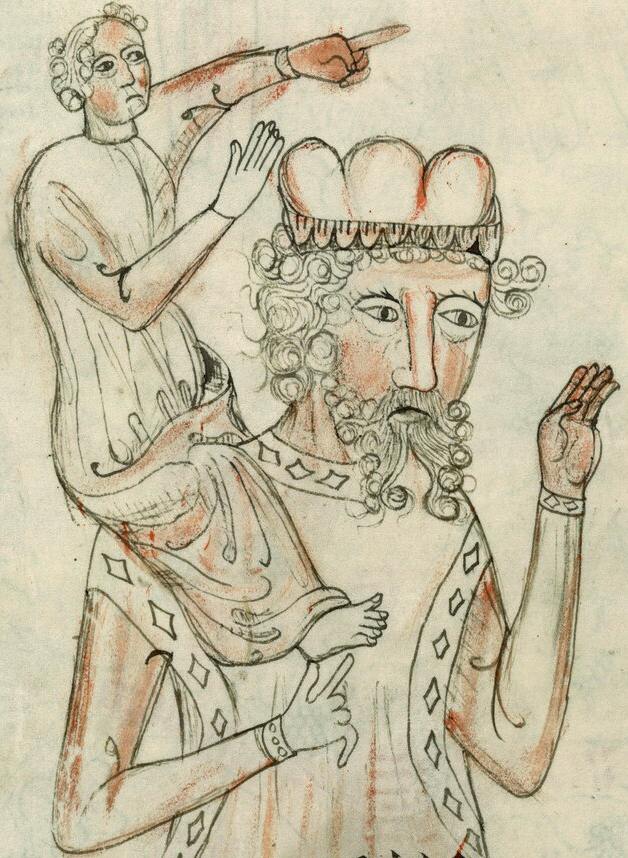
Segundo o filósofo do século XII, Bernardo de Chartres, em sua época era possível aos intelectuais construírem o conhecimento a partir das altas contribuições das Autoridades antigas. Depois, os chamados modernos pretenderiam subir às costas dessas autoridades para enxergar mais longe do que elas jamais teriam conseguido.

Logo, Samuel Mateus argumenta que certa tensão entre a valorização do pensamento e racionalidade produzidos no tempo em que as pessoas estavam vivendo (seu presente) e o conhecimento acumulado em tempos mais antigos existia desde muito antes da Querela dos Antigos e Modernos. Esse acontecimento, porém, passou a ser visto pela historiografia como expressivo para o estabelecimento de uma noção de diferenciação temporal que antes era menos demarcada na intelectualidade ocidental.
Por exemplo, a metáfora dos anões em ombros de gigantes que foi constantemente reinterpretada e exprime a disputa acontecida no século XII e XVIII, no entanto, foi criada no século XII por Bernardo de Chartres. Ele afirmou que:
"Os modernos são como que anões aos ombros de gigantes que vêem mais e melhor do que os seus predecessores, não porque possuam uma visão mais apurada, mas porque se encontram numa posição mais elevada, suportada pelos gigantes."— Bernardo de Chartres
Durante sua formulação, no século XII, esse enunciado foi interpretado à favor da superioridade das realizações e sabedoria encontradas no tempo antigo: neste caso a existência dos modernos dependeria do trabalho já realizado e autorizado pela antiguidade. Valorizavam-se as contribuições que o tempo antigo teria acumulado até o tempo presente (século XII) e que poderia fazer o conhecimento moderno avançar.
Mas Berenice Cavalcante, junto com outros estudiosos, admite que já havia no pensamento medieval sobre a antiguidade uma compreensão de ganho progressivo de consciência histórica. Desse modo, defende a autora, letrados do século XII como Maria de França e Chrétien de Troyes, pensando como Bernardo de Chartres, poderiam ter visto o conhecimento que produziam como um aperfeiçoamento da racionalidade construída anteriormente. No entanto, é possível que se vissem como os únicos capazes de revelar verdadeira e profundamente os saberes disponibilizados pelo passado, isso porque se sentiam capazes de enxergar e avaliar todo o panorama da sabedoria antiga a partir da altura dos gigantes em que se colocavam, como na metáfora de Bernardo de Chartres.
Com o passar do tempo, a ideia de que os pensadores de determinado tempo estariam aperfeiçoando os entendimentos acumulados desde o mundo antigo acabou contribuindo para reforçar a diferenciação entre a antiguidade e o tempo presente dos intelectuais humanistas do século XII, XIII, e XIV. Segundo Koselleck, é essa diferença que melhor caracteriza o início da modernidade. Com o fim da Idade Média e início do século XV, mudanças objetivas nas sociedades ocidentais, como a conquista de territórios nas Américas e invenções técnicas na Europa, ajudam na valorização do surgimento de novidades no modo de perceber o tempo. "Uma diferença ampla e consciente entre a experiência transmitida" pelo passado "e a nova expectativa"  com o futuro passa a dominar a percepção temporal. E o conceito de moderno, que antes denominava apenas a atualidade de quem empregasse a palavra, se consolidou como um tempo novo, diverso do antigo.

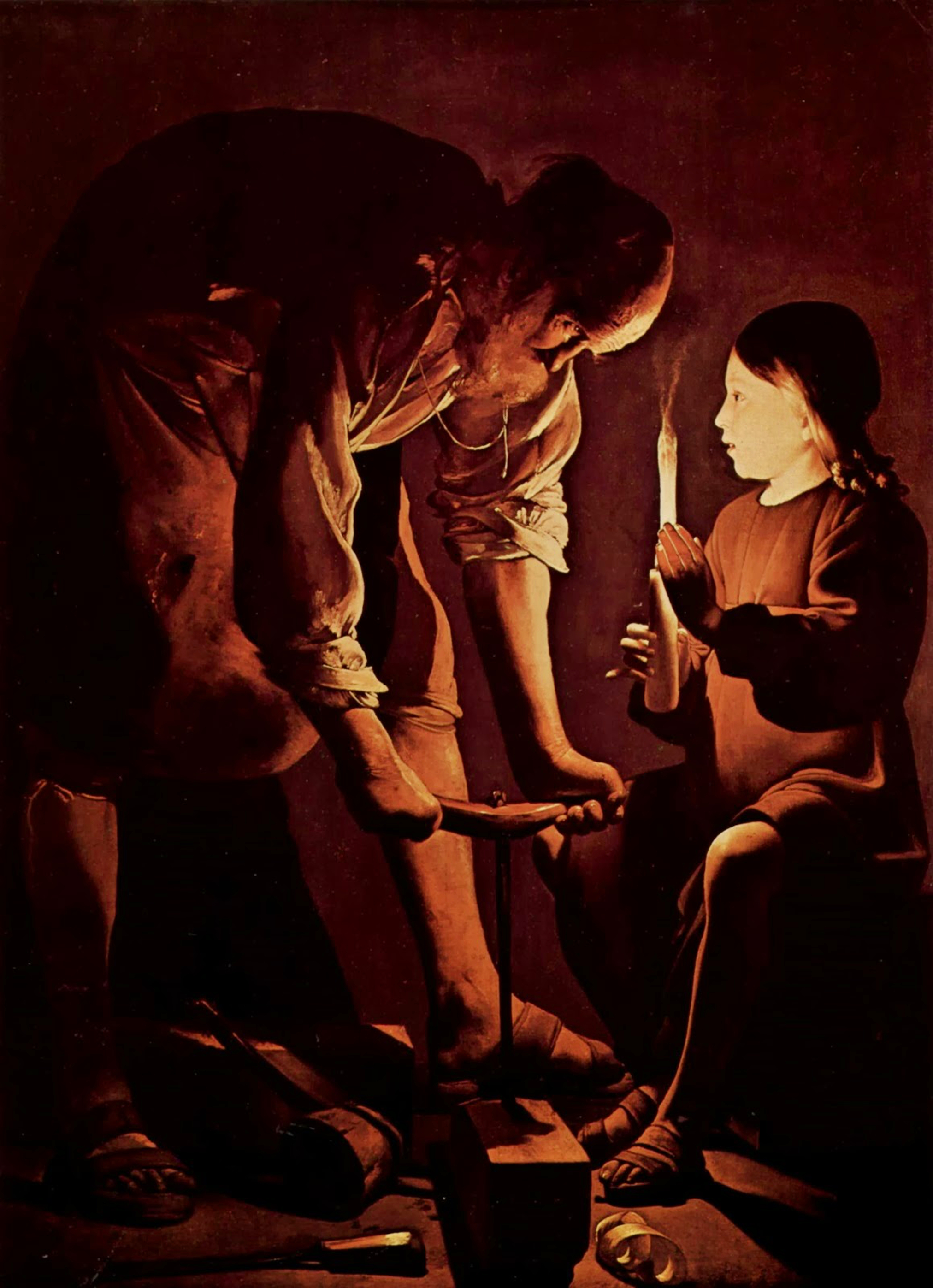
Assim como os pintores dos séculos XIV, XV e XVI passaram a retratar regiões de luz e sombra com menos nuances em suas composições pictóricas, os humanistas desses séculos passaram a entender o tempo moderno e antigo também com maior diferenciação. A luz do conhecimento moderno ficou mais iluminada com o uso dos conhecimentos da Antiguidade, enquanto as sombras representadas pelo passado medieval mais recente teriam ficado mais escuras. Passado e presente tornavam-se mais separados, dessa forma. Acima a pintura que usou da técnica de claro e escuro, São José Carpinteiro de Georges de La Tour, feita por volta 1642.

### Antiguidade versus modernidade durante o Renascimento
Os humanistas do final da Idade Média, como Francisco Petrarca, que pensavam sobre a necessidade de valorização da Antiguidade ou dos tempos modernos (seus próprios presentes) nos séculos XIV e XV utilizavam metáforas que opunham a iluminação do conhecimento que estavam produzindo à ideia de trevas do passado medieval mais recente. Mas a fonte dessa iluminação ainda era o retorno de um passado muito mais antigo: grego e romano.
Segundo Hannah Arendt, “a redescoberta da Antiguidade na Renascença foi uma primeira tentativa de romper com a tradição [de glorificação do passado], e, indo às próprias fontes [históricas], estabelecer um passado sobre o qual a tradição não tivesse poder.” A autora se refere à reivindicação dos historiadores modernos pelo reconhecimento e autoridade de seus próprios escritos, nos séculos iniciais da Idade Moderna. Desse modo, eles estavam questionando a veneração do conhecimento antigo que se fazia no estudo e na escrita da história pré-moderna. Esse movimento, levado a cabo no que ficou conhecido como a querela dos antigos e modernos durante o século XVII, surgiu em um contexto específico de mudanças e avanços tecnológicos que propuseram uma maior sensação de separação temporal entre o presente e o passado, visto que a comparação com uma suposta falta de novidades e descobertas da Idade Média fazia com que esse período parecesse muito diferente do tempo em que os intelectuais estavam vivendo.
Como assinala Bentivoglio, as narrativas sobre a história e a percepção do tempo presente foram modificadas nos primeiros séculos da Idade Moderna pelo estudo mais crítico do tempo antigo, anterior à Idade Média. Esse modo crítico de  olhar para o passado da Antiguidade era possível porque o estudo de documentos e fontes históricas tornou-se mais rigoroso naqueles séculos. O novo comportamento crítico na escrita da história também auxiliava no rompimento do pensamento moderno com a tradição que glorificava a Antiguidade e fez com que os antigos não fossem mais vistos como autoridades inquestionáveis do conhecimento humano.
Pautados, assim, na discussão sobre o acúmulo de conhecimento gerado ao longo das épocas, intelectuais humanistas do Renascimento, como Michel de Montaigne e Erasmo de Roterdão resgatam a história e a racionalidade antigas como base para o um tempo novo (moderno), diferenciado do passado mais recente, medieval. Esses pensadores argumentavam que podiam utilizar do conhecimento antigo para construir um presente e um futuro com melhores formas de sociedade e instituições políticas.
É por esses motivos que quando a metáfora de Bernardo de Chartres sobre os gigantes antigos e os anões modernos foi adotada pelos participantes da querela do século XVII, ela passou a ser interpretada de maneira a potencializar os intelectuais modernos. Entendia-se, então, que os modernos podiam enxergar melhor simplesmente se utilizando do que os antigos haviam alcançado através de sua intelectualidade, porém, não limitando-se à autoridade dela.
O humanismo renascentista, portanto, redescobrindo o mundo clássico, passou a fazer imitações da filosofia, artes, técnicas e conhecimentos antigos para criar as formas de arte do Renascimento. A discussão que levaria à querela irrompeu nesse período anunciando um problema para todo o mundo intelectual moderno, que se desenvolveria com maior complexidade na França.

### Academias de artes e ciências no reinado de Luís XIV

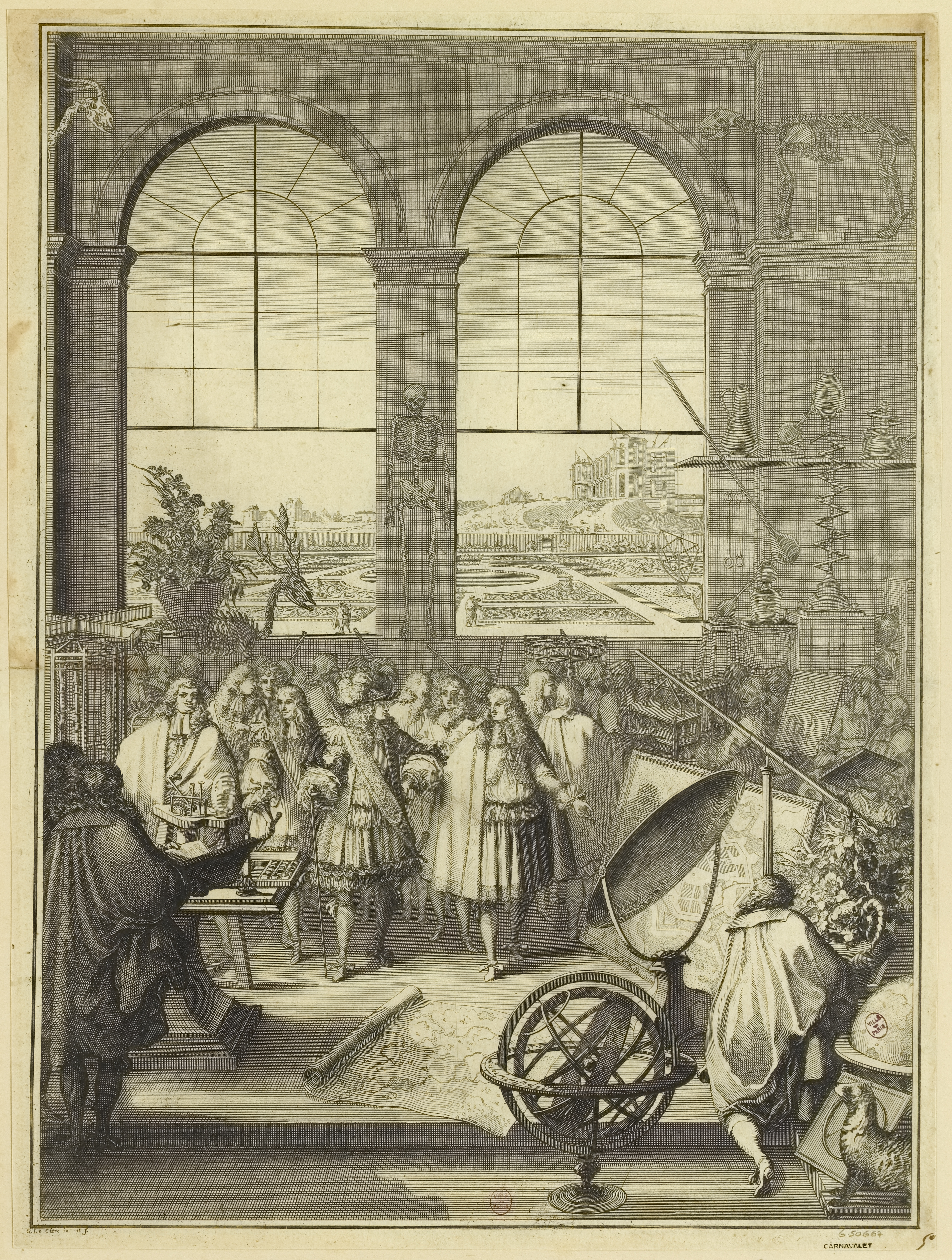
De acordo com Peter Burke, tamanho era o desejo do aparato real de associar o Rei às ciências seiscentistas que ilustrações como a desse frontispício de um livro de Charles Perrault traziam Luís XIV em visita à academia dos eruditos desse campo de conhecimento, o que nunca teria ocorrido de fato.

No mesmo século em que a Querela dos Antigos e Modernos se desenvolveu, o reinado do monarca francês Luís XIV, que durou de 1643 a 1715, foi também um período propício para a valorização das conquistas e sabedoria antigas. Pinturas e estátuas da Antiguidade eram reunidas, sobretudo trazidas da Itália, e dispostas nos salões e gabinetes da realeza francesa. Assim como edificações e encenações de óperas de pretensões clássicas eram produzidas em nome do soberano.
Porém, ao longo das décadas de 1660 e 1670 aquele rei e seus conselheiros estabeleceram um sistema de patrocínio de artistas e intelectuais agremiados em diversas academias. A intenção com a organização desse sistema era principalmente projetar a imagem do soberano como um governante culto. Peter Burke relata que, por exemplo, para admissão na Academia de Pintura e Escultura, o artista indicado deveria produzir uma obra relacionada com a história de Luís XIV. Era importante também para o rei e seu conselho que a coroa fosse associada pela corte e súditos às descobertas científicas de seu tempo, demonstrando publicamente apoio aos intelectuais que eram parte significativa da nobreza. Vários mestres de ofícios e expressões artísticas, como músicos, juristas, poetas e construtores, eram congregados nessas organizações, bem como eruditos das chamadas ciências naturais.
Os planos oficiais do poder real voltavam-se em grande parte para o levantamento de letrados e escritores daquele momento, que poderiam produzir literatura em favor do soberano, “especialmente poesia, história e panegírico”. É nesse ambiente que se desenrolaria a Querela dos Antigos e dos Modernos.
Como posto por Marc Fumaroli, o conjunto de agremiações que era a Academia Francesa foi o reduto do "partido dos modernos". Em volta do Cardeal Richelieu, poderoso conselheiro de Luís XIV, concentrou-se um grupo de intelectuais que fizeram o primeiro delineamento da doutrina dos ditos modernos. Mais de quatro décadas antes da querela se instalar, em 1637, um dos "escritores do cardeal", o Abade de Boisrobert, já havia feito um discurso contra os antigos para a Academia Francesa. E um dos mais próximos colaboradores literários de Richelieu foi Jean Desmarets de Saint-Sorlin, que viria a ser o líder do partido dos Modernos sob Louis XIV, antes de passar a tocha para Charles Perrault.

## Discussões iniciais
De 1637 a 1674, os antigos se contrapõem aos partidários de uma literatura adaptada à época moderna. Em 1637, Le Cid de Corneille causou um escândalo, sendo acusado pelos modernos de ser antipatriótico e de ofender o decoro e a moral cristãs.
Em 1664, pouco antes da disputa entre Antigos e Modernos tomar maior fôlego, Jean de La Fontaine publicou Joconde ou l'infidélité des femmes, uma tradução livre de Orlando furioso, de Ariosto. A Joconde de La Fontaine conheceu um grande sucesso e teve em Nicolas Boileau um grande admirador em seu Dissertation sur Joconde. Os partidários dos modernos argumentaram, em 1663, contra a L'École des femmes de Molière e, em 1667, contra L'Andromaque de Racine, acusados de insultar a modéstia e dar à sociedade francesa maus modelos de heróis.
Em 1677, foi a primeira vitória dos "Modernos", quando, após o debate sobre o caso das inscrições, foi decidido que os monumentos do reinado fossem gravados em francês (e não mais em latim). Os dois partidos são então constituídos: por um lado, os eruditos (clero, academia) que defendem o respeito das regras imitadas da Antiguidade em um humanismo moral voltado ao rigor e à eternidade das obras antigas. E do outro lado, poetas galantes, ou espíritos novos, críticos da geração de clássicos da corte, com base nos gostos do público parisiense.

## Primeiro período

### Charles Perrault e seu discurso na  Academia Francesa
Em 27 de janeiro de 1687, Charles Perrault, no apogeu do classicismo francês, declama o poema O século de Luís, o Grande (em francês: Le Siécle de Louis le Grand) em uma seção da Academia Francesa em comemoração ao restabelecimento da saúde de Luís XIV. A situação merecia ser celebrada, pois o rei havia realizado uma cirurgia de fístula bem sucedida, mas que lhe rendeu um longo e conturbado período de recuperação. No O século de Luís, o Grande, Perrault elogia a ciência, a filosofia e a arte modernas e apresenta Luís XIV como um rei ideal. Perrault se coloca a favor de uma modernidade iluminada e questiona a função dos modelos da Antiguidade Clássica. Esta atitude do escritor é um dos momentos mais importantes da querela dos antigos e modernos.

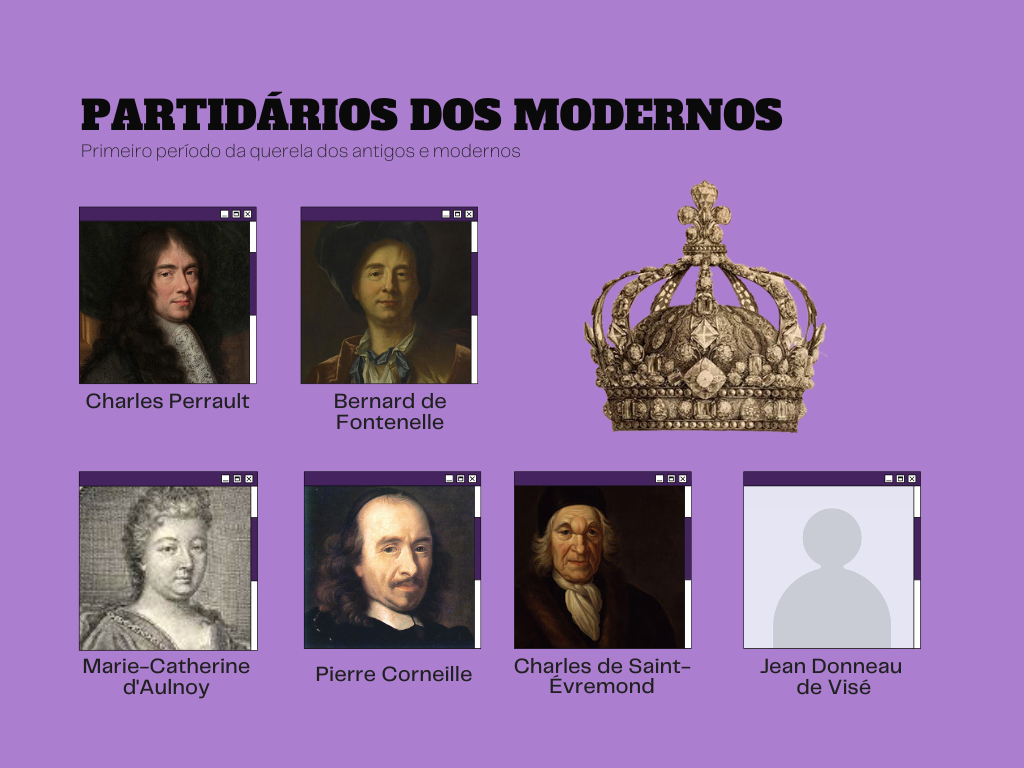
Diagrama com os principais partidários dos modernos no primeiro período

Charles Perrault, do início ao fim do poema O século de Luís, o Grande, relativiza a grandiosidade dos escritores antigos, que ele, pessoalmente, discordava. Nos primeiros versos, ele declara: "A bela antiguidade sempre foi venerável; Mas jamais cri que ela fosse adorável. Vejo os antigos sem dobrar os joelhos", pois são "de nós, homens parelhos." Para ele, os homens que viveram na Antiguidade Clássica não eram superiores aos homens do seu tempo e, por isso, nada justificaria idolatrá-los e torná-los autoridades máximas na arte, na filosofia e na ciência. A fim de defender esta hipótese, Perrault argumenta, por exemplo, que os ganhos da ciência natural inspirados em Aristóteles pareciam nulos em comparação com os oriundos da aplicação do método experimental instrumentalizado pela luneta e pelo microscópio.
O grande interesse do poema de Perrault é demonstrar que os modernos são superiores aos antigos de forma tão profunda, que os modernos acabam por se instituírem, eles próprios, como os antigos. Isso significa que, os intelectuais da França do Rei Sol seriam reconhecidos pelas futuras gerações como os verdadeiros gigantes. Logo, seus contemporâneos que se ajoelhavam diante dos antigos estavam cegos demais para admitir o real valor dos conhecimentos produzidos pelo seu próprio tempo.

### O protesto de Nicolas Boileau

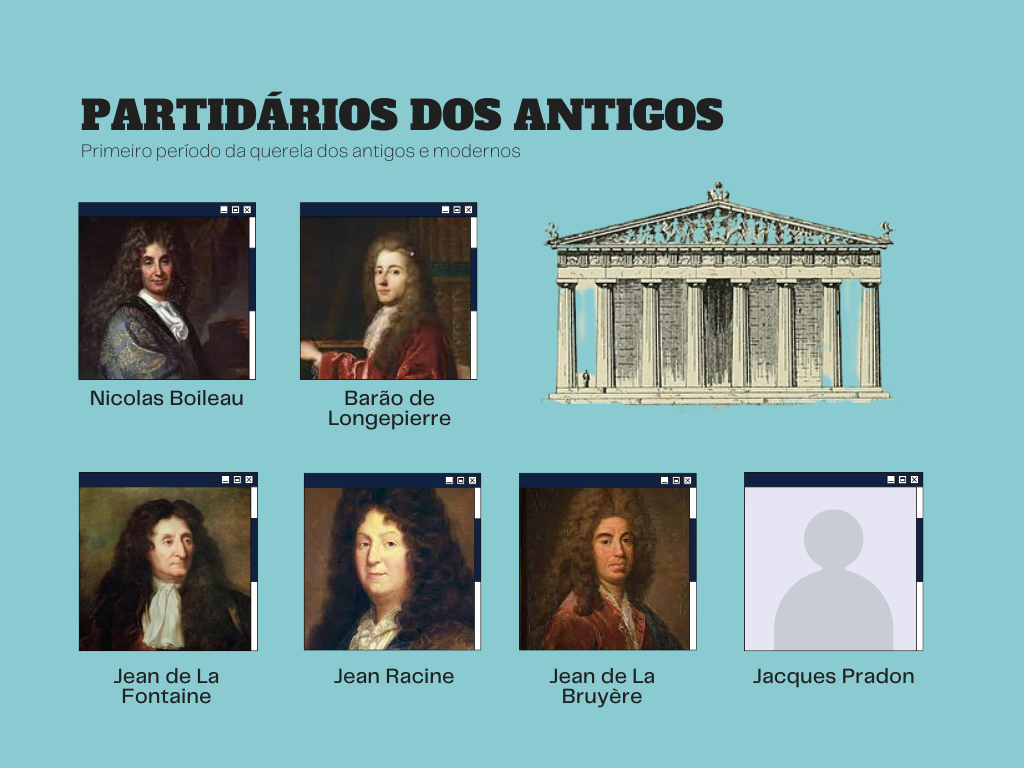
Diagrama com os principais partidários dos antigos no primeiro período

As críticas de Perrault ao legado clássico provocaram o protesto do historiógrafo real e arbitro literário Nicolas Boileau. Antes mesmo da Querela dos Antigos e dos Modernos iniciar em 1687, Boileau já buscava reforçar e definir novas regras para a produção literária na corte francesa. Em seu tratado Arte Poética (em francês: L'Art poétique), de 1674, dedicou-se a refletir sobre as grandes obras-primas da literatura antiga e francesa a fim de definir e reforçar preceitos que continuassem guiando, no caminho da razão e da verdade, a produção literária da França de seu século. Existia não só na França, mas na Europa como um todo, uma tendência na qual a imitação da natureza significava, ao mesmo tempo, seguir a razão, as pessoas de bem e os antigos.
Quando Perrault terminou de declamar O século de Luís, o Grande, Boileau afirmou a sua indignação com a forma como os grandes homens da antiguidade estavam sendo tratados. O bispo de Soissons, Pierre Daniel Huet, também comentou sobre a impropriedade da fala de Perrault, pois não cabia naquela ocasião de celebração do restabelecimento da saúde de Luís XIV expressão de tamanho descontentamento. De forma irônica, Racine elogiou Perrault, considerando o poema O século de Luís, o Grande como um exercício perspicaz planejado para ocultar seus verdadeiros sentimentos. Ao fim, Boileau e outros prometeram retaliação ao que presenciaram e assim teve início a querela dos antigos e modernos.

### Desenrolar da disputa
Antes do final do ano 1687, surgiu a formulação mais engenhosa do grupo de partidários dos antigos: o Discurso sobre os Antigos (em francês: Discours sur les Anciens) do Barão de Longepierre. Nele, Longepierre considerava a defesa do direito de se livrar da tradição interpretativa em nome de uma crítica pessoal, o maior pecado do grupo dos modernos. Assim, a crítica pessoal seria, para Longepierre, uma "estreiteza de percepções" de modo que só é visto aquilo que tem relação com acontecimentos do momento. Na tradição interpretativa, incentivada pelo autor, os valores dos antigos são preservados pois são compartilhados, no modo que se é dada uma continuidade aos estudos e obras do passado.
No ano seguinte, em 1688, Boileau publicou seu Diálogo dos mortos (em francês: Dialogue des morts), e mais tarde Diálogo dos heróis de romance (em francês: Dialogue des héros de roman). Este último foi um violento ataque ao gênero do romance, visto como um agente de corrupção da moralidade das pessoas, “como uma perigosa e subversiva forma de literatura e uma ameaça à fibra moral da nação”.
Bernard Le Bovier de Fontenelle apresentou uma contribuição moderna mais moderada, a obra Digressão sobre os Antigos e os Modernos (em francês: Digression sur les Anciens et les Modernes). Perrault publica, já em 1688, o primeiro volume da obra Paralelo dos Antigos e dos Modernos, no que concerne às artes e às ciências (em francês: Parallèle des Anciens et des Modernes, en ce qui regarde les arts et les sciences), os volumes subsequentes surgiram em 1690, 1692 e 1697. Esta obra se constitui numa série de cinco diálogos entre três amigos: um Antigo, um Moderno, e um de opinião dividida. Tratava-se aqui da defesa do princípio fundamental dos modernos: a doutrina do julgamento pessoal.
Se este é o debate franco, o historiador francês Marc Fumaroli assume outras questões: "ao longo da Querela, seja sobre Eurípides ou Homero, sob Luís XIV os Antigos admitem que há uma brilhante, confusa, dolorosa representação da vida humana pelos poetas antigos, enquanto os modernos são a favor das convenções, estética e moral uniformes e aconchegantes". Para ele, sob o aparente progressismo moderno também irão se esconder diversas questões de poder. Finalmente, Antoine Arnauld intervém para conciliar as partes e, em 30 de agosto de 1694, Perrault e Boileau se reconciliam em público, perante a Academia Francesa. A reação do público da época sugere que Perrault e seu partido conquistaram a vitória nesta controvérsia.

## Segundo período
O segundo período da Querela dos Antigos e dos Modernos é marcado pela migração do debate iniciado na França por Perrault e Boilleau para a Inglaterra, em 1688. William Temple, em seu Ensaio sobre os ensinamentos antigos e modernos (em inglês: Essay upon the ancient and modern learning) de 1690, alinhou-se aos defensores dos antigos em resposta à obra Divagação sobre os Antigos e os Modernos (em francês: Digression sur les Anciens et les Modernes) de Fontenelle, publicada em 1688. A obra de Temple expressava a ideia de que novos conhecimentos estavam sendo traçados pelos modernos a partir das descobertas anteriores, com a metáfora "somos anões nos ombros dos gigantes", o que gerou uma série de respostas, em um processo de intenso debate intelectual nas publicações da época.

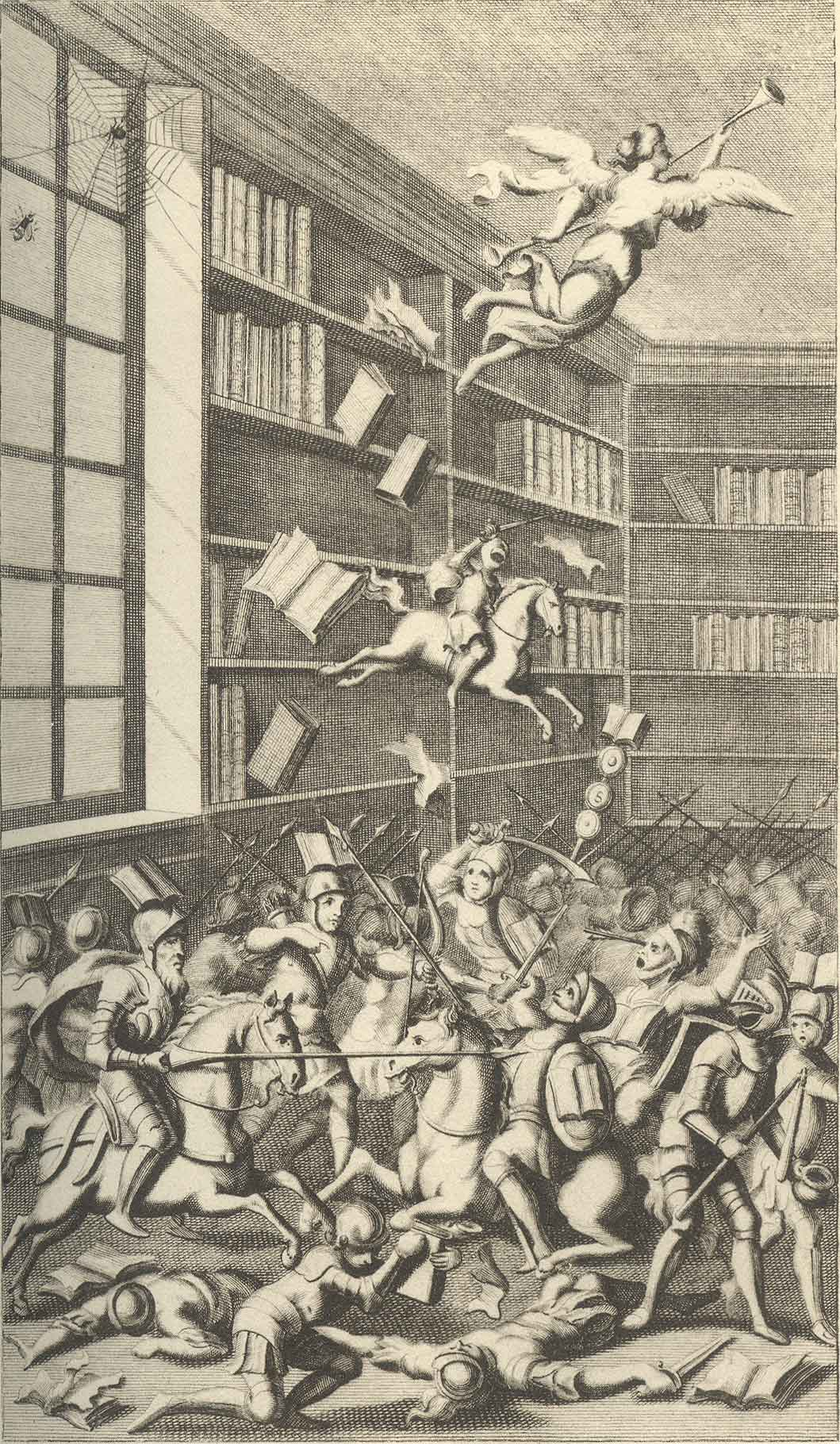
Xilogravura da Batalha dos livros de Swift. Na sátira, vários autores modernos e antigos são representados como cavaleiros com páginas como emblemas, transformando a querela em uma literal batalha. O anjo da Fama anuncia a batalha e as apostas da batalha. Observe que a Fama tem duas trombetas. No canto superior esquerdo estão a aranha e a abelha que são discutidas no texto.

Na Inglaterra, entre os que se posicionaram ao lado dos modernos nessa ocasião estava o crítico William Wotton, com sua obra Reflexões sobre a aprendizagem antiga e moderna (em inglês: Reflections upon ancient and modern learning) de 1694, e os críticos e classicistas Richard Bentley e Alexander Pope. Para Wotton, o crescimento no número de livros impressos demonstrava uma mudança positiva no conhecimento, pois provavam o vigor e a potência progressista na modernidade. Entretanto, para Temple, a dependência nos livros era um dos principais problemas do saber antigo, já que estes, além de livros, também tinham gostos e sabedoria.
A partir de 1696, o autor satírico Jonathan Swift usou de sua criatividade literária para explorar os dois pontos de vista opostos dos Antigos e dos Modernos em suas sátiras Um Conto de Uma Banheira (em inglês: A Tale of a Tub) e Relato da Batalha travada na última sexta-feira entre os Livros Antigos e Modernos na Biblioteca de St. James (em inglês: Account of the Battle fought last Friday between the Ancient and the Modern Books in St. James's Library), publicadas em 1704.  A expressão Batalha dos livros deriva dessa sátira. Na obra, Swift retrata de forma satírica todo o contexto da querela, se atendo ao tom cômico, atribuindo uma sútil vitória aos antigos e fazendo leves críticas ácidas aos modernos. Em 1705, William Wotton publicou uma crítica à obra de Swift intitulada Defesa das reflexões sobre o aprendizado antigo e moderno, com observações sobre o conto de uma banheira (em inglês: Reflections upon ancient and modern learning, with observations upon the Tale of a tub). Na crítica, Wotton oferece uma explicação à história contada na sátira de Swift.
Após anos de disputa e discussão acadêmica nos mais diversos campos do conhecimento, especialmente na filosofia, na história e na filologia. Esse embate se expandiu para várias das universidades e dos centros de conhecimento por toda a Inglaterra, se tornando mais brando com o passar do tempo. A disputa foi transformada de tal forma que a velha querela desapareceu e, com ela, as poucas tentativas heroicas de reconciliação que tentaram preservar os valores e métodos de ambos os lados, sendo incorporados argumentos, críticas e metáforas de ambos os lados no pensamento acadêmico de estudiosos antigos e modernos britânicos.

## Terceiro período

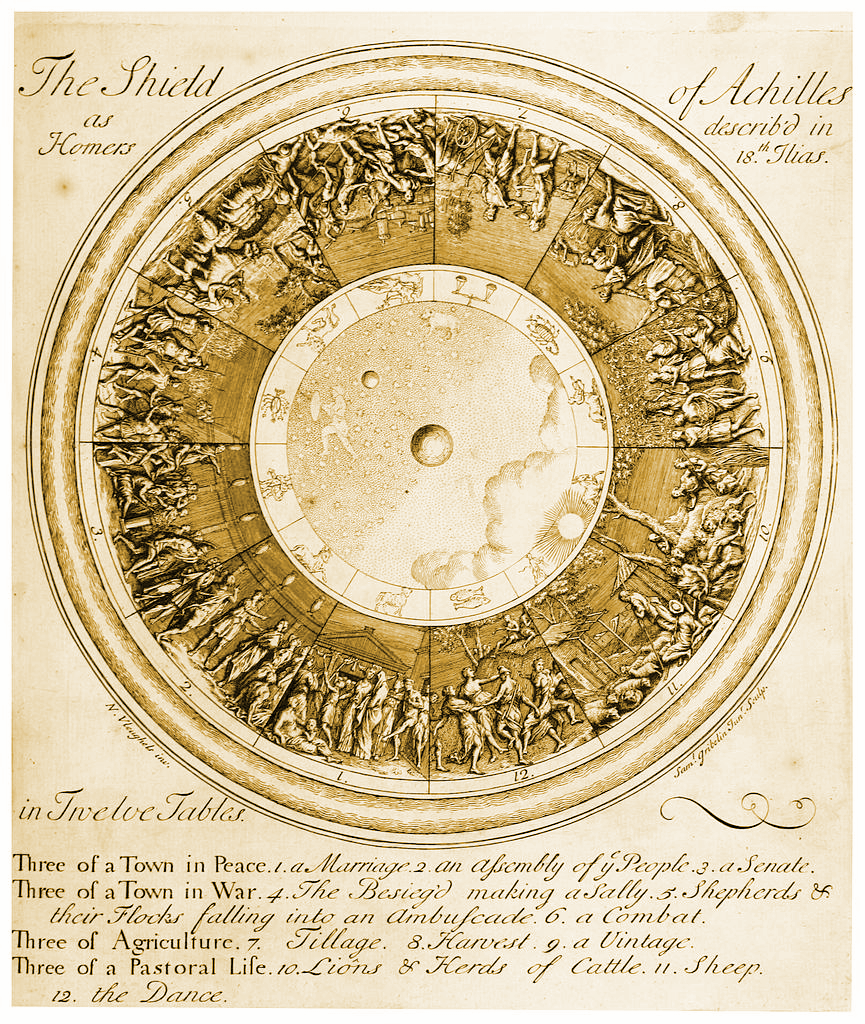
Imagem do livro A Ilíada de Homero, traduzido por Alexander Pope, tema que se tornou central da discussão filológica do terceiro período da Querela.

O debate em torno da superioridade dos antigos foi recuperado na década de 1720, quando Charles Perrault e Nicolas Boileau já haviam morrido. Desta vez a polêmica girou em torno das práticas de tradução e ficou conhecida como a querela de Homero.
Em 1714, Houdar de La Motte lança uma tradução também da Ilíada, mas em versos e com cortes significativos. No prefácio, intitulado Discurso sobre Homero (em francês: Discours sur Homère), La Motte exalta o seu trabalho de edição do texto grego por ter retirado aquilo que denominou de prolixidades e por ter revisado-o de acordo com o gosto “moderado e elegante” do século XVIII. La Motte procurava corrigir o original para torná-lo mais alinhado ao gosto contemporâneo, em conformidade com as belles infidèles.
Ainda em 1714, Anne Dacier responde a La Motte com As causas da corrupção do gosto (em francês: Des causes de la corruption du goût), em que discute a questão da prioridade do original ou de uma tradução, em uma extensão de uma discussão sobre o terceiro diálogo do Paralelo dos Antigos e dos Modernos (em francês: Parallèle des Anciens et des Modernes) de Perrault. Anne Dacier havia publicado, em 1711, uma tradução integral e em prosa da Ilíada, tendo como princípio de sua prática que ser fiel ao conteúdo da obra era elemento essencial.
Também em 1714, Jean-François de Pons publicou o panfleto Lettre à Monsieur sur l'Iliade de M. de la Motte em apoio a La Motte e, por consequência, contra Dacier. Após a publicação da tradução de Dacier da Odisseia, Pons escreveu Dissertation sur le poete epique, contre la doutrina de M. D., publicado no Mercure galant em janeiro de 1717. O debate atingiu seu ápice em 1715, com a publicação de Lettre à Madame Dacier, Sur son livre des Causes de la Corruption du goust de Thémiseul de Saint-Hyacinthe, a Reflexões sobre a crítica (em francês: Réflexions sur la critique) de La Motte e uma série de outros escritos de letrados franceses.
Segundo John Conley, o abade Terrasson lançou o livro Ensaio crítico sobre a Ilíada (em francês: Dissertation critique sur l'Iliade) em 1715, no qual argumentou que, graças ao conhecimento de mundo superior adquirido por meio da filosofia de Descartes e do progresso tecnológico, a cultura francesa moderna havia produzido uma literatura de qualidade superior. No entanto, a controvérsia se arrastou e, em 1716, o jesuíta Jean Hardouin publicou uma defesa de Homero, propondo uma nova forma de interpretação. Dacier rejeitou essa perspectiva em seu segundo livro teórico, Defesa de Homero contra a apologia do padre Hardouin (em francês: Homère défendu contre l'apologie du père Hardouin) (1716), um tratado que reafirmou seu compromisso com a teoria neoaristotélica da exegese e da arte literária, defendendo a superioridade artística da civilização antiga. Nessa mesma época, Claude Buffier publicou Homère en arbitrage, concluindo que ambas as partes concordaram que Homero foi um dos maiores gênios que o mundo já conheceu e que, em geral, nenhum outro poema poderia ser preferido ao dele.
Em 1715, Jean Boivin escreveu um ensaio, em defesa da Ilíada contra La Motte, sobre o escudo de Vulcano chamado Apologia de Homero e escudo de Aquiles (em francês: Apologie d'Homere et bouclier d'Achille). Enquanto bibliotecário do rei da França, professor de grego no College de France e membro da Academia de Inscrições e Belas Letras, Boivin era um excelente conhecedor do grego e teve acesso a diversos importantes manuscritos. Com isso, buscou argumentar contra La Motte para provar que a descrição do escudo de Aquiles não era uma mera digressão na Ilíada - como colocado desde Perrault -, mas a pedra angular de toda a obra. Boivin contratou o artista Nicolas Vleughels para desenhar as cenas descritas na Ilíada e o resultado foi usado como frontispício de sua obra de forma a comprovar a variedade de cenas em sua face não inviabilizava a realidade do escudo.
De forma anedótica, o fim da querela é simbolizado com um brinde aos antigos entre La Motte e Dacier em um jantar oferecido em 1716 por Jean-Baptiste de Valincourt.

## Eixos fundamentais

### A importância da imitação para os Antigos na Querela
As artes francesas, durante o século XVII e XVIII, no geral, seguiam a ideia principal da imitação. Esse modo de fazer artístico foi resgatado no Renascimento do pensamento legado pela antiguidade ocidental greco-romana. O principal pensador utilizado para essa construção intelectual renascentista foi Aristóteles, que, sobretudo por causa de suas elaborações filosóficas sobre o gênero literário da tragédia, forneceu as regras do tipo de imitação que se tornaria regra na Idade Moderna, descritas na sua obra chamada Poética. Segundo Berenice Cavalcante, a intelectualidade da renascença tinha especial interesse na literatura antiga. Nesse mesmo período uma nova consciência sobre a história que vai ser consolidada pela racionalidade humanista surge da necessidade de afastar-se do passado medieval mais recente, visto então como intelectualmente estagnado e improdutivo. Essas condições teriam auxiliado a "[...] duplicar o antigo amor pelas artes literárias" nos primeiros séculos da Idade Moderna, âmbito em que aconteceu a Querela dos Antigos e Modernos.
As regras da produção artística imitativa tinham como característica comum a valorização do conceito de natureza, de verossimilhança e de adequação conforme o pensamento antigo. Tal como acontecia na Antiguidade greco-romana, nos séculos XVI e XVII, o conceito de natureza era um equivalente do conceito de verdade. Logo, a imitação que deveria ser feita na produção de obras artísticas era a dessa qualidade da natureza, o seu valor de realidade.
Por exemplo, a Poética de Aristóteles já indicava que narrativas literárias não deveriam versar apenas sobre fatos verdadeiramente acontecidos, mas sobre eventos que eram realmente possíveis de acontecer. Por isso a verossimilhança, que é a semelhança com a verdade era fundamental. Por sua vez, essa verossimilhança era avaliada desde os tempos de Aristóteles, segundo adequação da ação, do lugar e do tempo do que era narrado com a realidade desses componentes na natureza. Mas essas normas regulavam não só a forma com que as expressões literárias deveriam assumir, como também na composição de músicas, na elaboração de óperas, nos trabalhos de pintura, na encenação de peças teatrais, etc. "Assim como a pintura imitava e representava na tela objetos que realmente existiam, a música imitava "as emoções humanas" e as representavam em suas composições. Também "as palavras imitavam, como na pintura, os ruídos e as figuras da natureza, procurando produzir seus efeitos na música".
Tendo esses conceitos em vista, personagens, situações, mitos, narrativas e outras expressões artísticas antigas eram utilizadas como modelos para o que se produzia no século XVII e XVIII francês por serem considerados cumpridores excelentes das regras de imitação. Era esse referencial de teorias sobre como a arte deveria ser feita na Antiguidade que os antigos da querela visavam perpetuar. Muitas vezes, algumas das modificações feitas nessa tradição eram incorporadas pelo fazer artístico corrente e consideradas novamente tradicionais – é o caso da ópera francesa, que se utilizando de elementos da tragédia aristotélica, também integrou um estilo próprio de encenar esse tipo de narrativa a esse modo tradicional, a pastorale.

### A importância do tempo contemporâneo dos Modernos na Querela
Para os modernos o tempo que experienciavam, sua própria atualidade, era entendido como inédito e autêntico, superior em qualidade quando comparado com a repetição do passado defendido pelos antigos. Essa suposição de superioridade, segundo Mateus, acontecia apenas porque os intelectuais modernos viam-se dispondo de mais conhecimento e saber acumulado do que as autoridades da antiguidade. Portanto, eles tomavam-se a si mesmos como tão capazes de construir conhecimento quanto seus predecessores, mas com o adendo de serem favorecidos pelo aumento de saber que a passagem de tempo pôde lhes proporcionar. Essa defesa de que a humanidade pode aproveitar de um conhecimento sempre crescente contribui para a concepção temporal de um progresso da mentalidade dela. O tempo moderno era visto, portanto, como novo, não repetido, abrindo oportunidade para que o futuro também o fosse diferente e aperfeiçoado.
Conforme DeJean, foi certa aceleração percebida nos acontecimentos da década de 1660 que permitiu uma mudança no sentido do vocábulo século, por exemplo. Naquele período, antes de vir a ser a palavra que definia a decorrência de 100 anos, o termo século esteve “ligado aos monarcas e seus reinados, a uma visão personificada da história”.
DeJean também diz que o sentido temporal da medição de um século foi alterado na segunda metade dos seiscentos pelas controvérsias culturais que ocorreram, dentre as quais a Querela dos Antigos e Modernos, porque elas notabilizariam uma expectativa por mudanças culturais e sociais. Logo, a ansiedade por um final de período, o fim de um século. O campo das artes literárias no final do século XVII torna-se, então, o âmbito essencial onde se observam diferenciações culturais entre antigos e modernos e onde se processam mudanças nos comportamentos sociais, devido à circulação massiva de obras.
A modernidade passa a ser percebida como uma novidade a partir do momento em que as experiências já constituídas passam a se distanciar das expectativas de um futuro próximo, presente no cotidiano de cada indivíduo. “O futuro será diferente do passado, vale dizer, melhor”. Cabe ressaltar, entretanto, que essa mudança no pensamento e na tradição não subentende que tais conceitos tradicionais tenham sido esquecidos pelos agentes humanos, o passado não deixava de ter um carácter pedagógico, mas passava a ser repensado por meio de uma nova percepção de tempo que caminhava para o progresso. A transformação e ruptura temporal, portanto, seriam a base de uma mudança conceitual no entendimento da história e fruto direto das diferentes formas de se experinciar o tempo. Baseado no conceito de tempo como um agente de mudança necessário, a noção de tempo histórico pressupunha a assimetria entre o passado, como um espaço circunscrito de experiência, e o futuro, um horizonte aberto de expectativas. Entre um passado circunscrito e um futuro aberto, o presente aparecia como o momento transitório — à vezes imperceptivelmente breve — no qual as ações humanas aconteciam como seleções entre diferentes roteiros possíveis para o futuro.

### Artigos científicos
- Autoria não identificada (5 de dezembro de 2008). «La Querelle des Anciens et des Modernes» (em francês). Consultado em 28 de janeiro de 2022
- Bentivoglio, Julio (2010). «História dos modernos, vocação pelos antigos: sentidos do passado no alvorecer da modernidade». História da Historiografia (4): 320-326
- Doré, Andréa (2008). «DEJEAN, JOAN. ANTIGOS CONTRA MODERNOS. AS GUERRAS CULTURAIS E A CONSTRUÇÃO DE UM FIN DE SIÈCLE. RIO DE JANEIRO: CIVILIZAÇÃO BRASILEIRA». UFPR. HISTÓRIA: Questões & Debates (48/49): 429-439. doi:10.5380/his.v48i0.15312. Consultado em 13 de novembro de 2023
- Faveri, Claudia Borges de (1 de janeiro de 2011). «Réflexions sur la première partie de la préface de Mr. Pope à l'Ilíade d'Homère / Reflexões sobre a primeira parte do prefácio do Sr. Pope à Ilíada de Homero». Scientia Traductionis (10): 48–53. ISSN 1980-4237. doi:10.5007/1980-4237.2011n10p48. Consultado em 15 de junho de 2023
- Mateus, Samuel (5 de novembro de 2013). «A Querela dos Antigos e dos Modernos um mapeamento de alguns topoi». Cultura Revista de História e Teoria das Ideias (29): 179–200. doi:10.4000/cultura.1124. Consultado em 28 de janeiro de 2016
- Piucco, Narceli (2011). «Anne Dacier, a tradutora francesa dos clássicos gregos e latinos». Via Litterae. 3 (1): 111-124. Consultado em 9 de junho de 2023
- Rabinovitch, Oded (2014). «Stratégies familiales, carrières littéraires et capitalisme de cour dans la famille Perrault». Dix-septième siècle (264).
- Robin, Jean Luc (2007). «L'Indiscipline de l' Arrêt burlesque et les deux voies de la légitimation du discours scientifique». Seventeenth-Century French Studies (em inglês) (1): 101–111. ISSN 0265-1068. doi:10.1179/175226907X226029. Consultado em 7 de novembro de 2023
- Sá Júnior, Luiz César de (31 de janeiro de 2017). «A querela dos antigos e modernos: panorama historiográfico». Antíteses (18). 494 páginas. ISSN 1984-3356. doi:10.5433/1984-3356.2016v9n18p494. Consultado em 6 de julho de 2023
- Silva Neto, Sertório de Amorim (2013). «O estopim de uma querela: Charles Perrault e sua homenagem ao século de Luís XIV». Cadernos De Ética E Filosofia Política. 2 (23): 93-108. Consultado em 1 de junho de 2023

### Teses e dissertações
- Jesus, Taise Sento Sé de (2011). O acesso a leitura através da biblioteca móvel da fundação Pedro Calmon em suas ações no projeto "domingo na praça" (PDF) (Monografia). Universidade Federal da Bahia. Consultado em 22 de junho de 2023
- Martins, Juliana Timbó (2019). Antigos e Modernos: a querela francesa e a disputa pelo gosto no século XVII (PDF) (Dissertação de Mestrado). Rio de Janeiro: UERJ
- Santana, Thiago Nunes (2020). Clássica barbárie: regras de gosto e variações da forma na recepção setecentista da poesia épica (Dissertação). Universidade Federal de Minas Gerais. Consultado em 6 de julho de 2023
- Zucco, Jucilaine (2008). A idéia de autoridade na Educação: uma perspectiva Arendtiana (PDF) (Dissertação). Universidade Federal de Santa Catarina. Consultado em 7 de agosto de 2023

### Livros e capítulos de livros
- Arendt, Hannah (1972). «Prefácio: a quebra entre o passado e o futuro». Entre o Passado e o Futuro. Col: Coleção Debates. São Paulo: Perspectiva. ISBN 9788527301176
- Assis, Arthur (2011). «Por que se escrevia a história? Sobre a justificação da historiografia no mundo ocidental pré-moderno». In:  Salomon, Marlon. História, verdade e tempo. Chapecó: Argos. ISBN 978-8578970321
- Bély, Lucien (2005). Louis XIV: le plus grand roi du monde. Col: Les classiques Gisserot de l'histoire. Paris: Gisserot
- Bély, Lucien (2009). France du XVIIe siècle (La): Puissance de l'Etat, contrôle de la. Paris: Presses Universitaires France
- Boileau-Despréaux, Nicolas (1718). Obras. David Mortier - 4, volume 2, pp. 385-406, L369. Biblioteca do Professor Bouisson. [S.l.: s.n.]
- Boileau-Despréaux, Nicolas (1888). Art poétique. Paris: Hachette
- Boileau-Despréaux, Nicolas (1939). Épîtres, Art Poétique, Lutrin. Paris: Société Les Belles Lettres
- Boileau-Despréaux, Nicolas (1942). Lettre à M. Perrault, Dialogues, Réflexions Critiques, Œuvres Diverses. Paris: Société Les Belles Lettres. p. 118-119
- Burke, Peter (2009). A fabricação do rei: a construção da imagem pública de Luís XIV. Rio de Janeiro: Zahar. ISBN 9788571102774
- Cavalcante, Berenice (2002). «Anões nos ombros de gigantes: a invenção da tradição». Modernas tradições: percursos da cultura ocidental (Século XV-XVII). Rio de Janeiro: Access. ISBN 85-86575-42-9
- DeJean, Joan (2005). Antigos contra modernos: as guerras culturais e a construção de um "fin de siécle". Rio de Janeiro: Civilização Brasileira. ISBN 8520005446
- Delisle, Jean; Woodsworth, Judith, eds. (1995). Les traducteurs dans l'histoire. Col: Pédagogie de la traduction. Ottawa: Les Presses de l'Univ. d'Ottawa. ISBN 9782760304123
- Fumaroli, Marc (2001). La Querelle des Anciens et des Modernes. Paris: Gallimard-Folio. ISBN 9782070387526
- Gumbrecht, Hans Ulrich (1999). «Depois de aprender com a história». In:  Gumbrecht, Hans Ulrichtitulo. Em 1926: vivendo no limite do tempo. Rio de Janeiro: Record.
- Hayes, Julie Candler (2009). Translation, subjectivity, and culture in France and England, 1600-1800. Stanford: Stanford university press. ISBN 9780804759441
- Koselleck, Reinhart (2006). «"Espaço de experiência" e "horizonte de expectativa": duas categorias históricas». In:  Koselleck, Reinhart. Futuro Passado: contribuição à semântica dos tempos históricos. Rio de Janeiro: Contraponto: Ed. PUC-Rio. pp. 305–327.
- Levine, Joseph M. (2018). The Battle of the Books: History and Literature in the Augustan Age (em inglês). [S.l.]: Cornell University Press. ISBN 978-1-5017-2764-1
- Lopes, Rodrigo (2015). «França na segunda metade do século XVIII». O conceito de imitação na ópera francesa do século XVIII. São Paulo: Cultura Acadêmica. ISBN 9788530935733
- Newton, Isaac (1959). The Correspondence of Isaac Newton, Volume 3 (em inglês). [S.l.]: Royal Society University Press
- Rigault, Hippolyte (1856). Histoire de la querelle des anciens et des modernes (em francês). [S.l.]: L. Hachette et cie.
- Temple, William; Spingarn, Joel Elias (1909). Sir William Temple's essays on ancient and modern learning, and on poetry. Edited by J.E. Spingarn. Robarts - University of Toronto. [S.l.]: Oxford Clarendon Press
- Waquet, Françoise (2014). Le latin, ou, l'empire d'un signe: XVIe-XXe siècle. Paris: Albin Michel

### Páginas web
- Assaf, Francis (2006). «Houdar de la Motte, L'Iliade, avec un Discours sur Homère.». Société de Littératures Classiques (em francês). Consultado em 17 de fevereiro de 2021
- Costabel, Pierre. «GALILÉE (G. GALILEI) - Encyclopædia Universalis». Universalis. Consultado em 4 de maio de 2023. Cópia arquivada em 4 de maio de 2023
- O'Connor, Kate (2012). «Jonathan Swift and 'A Tale of a Tub' by Abigail Williams». University of Oxford, Great Writers Inspire (em inglês). Consultado em 6 de julho de 2023